# 觀塘碼頭廣場

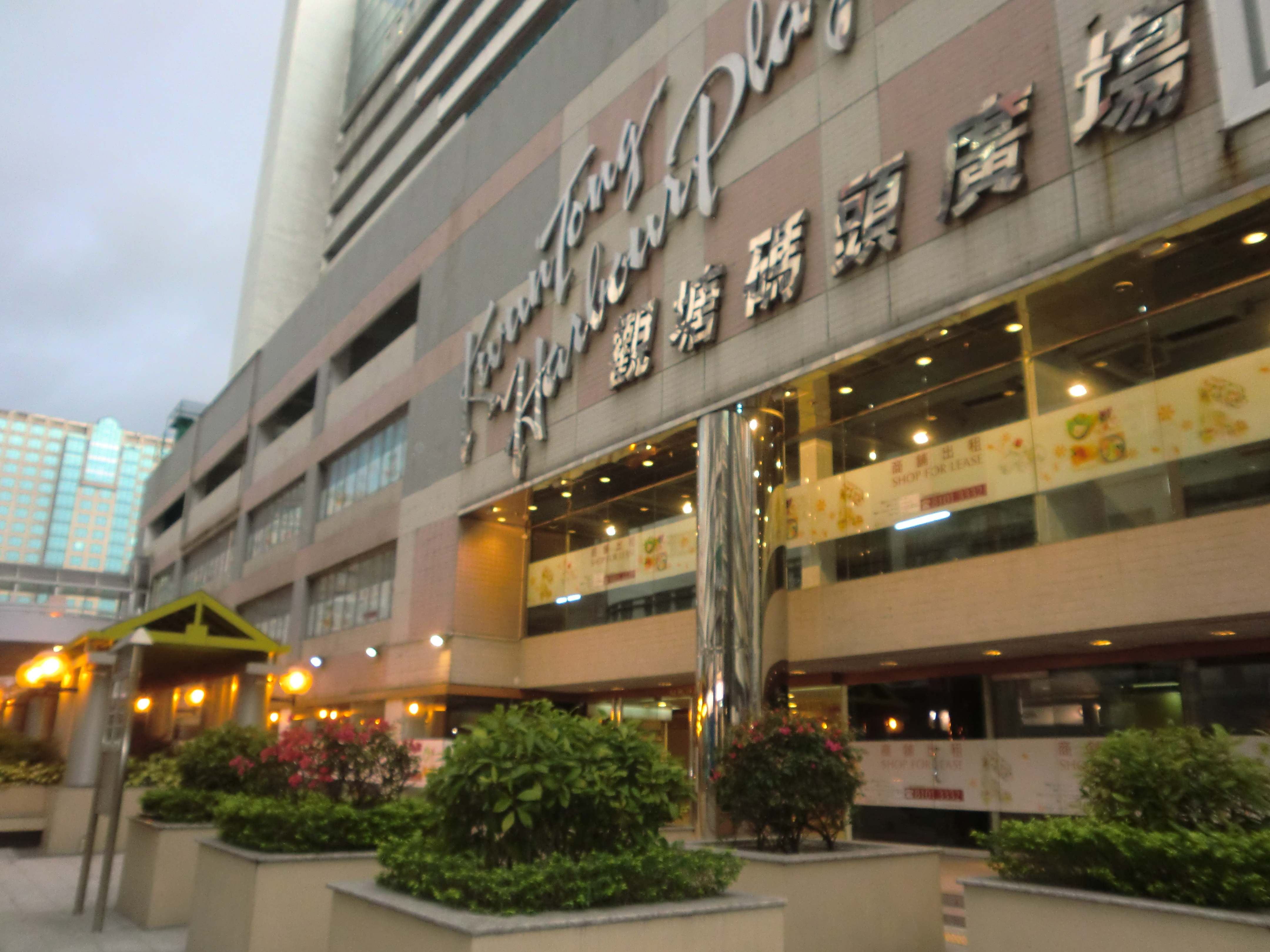
觀塘碼頭廣場正門

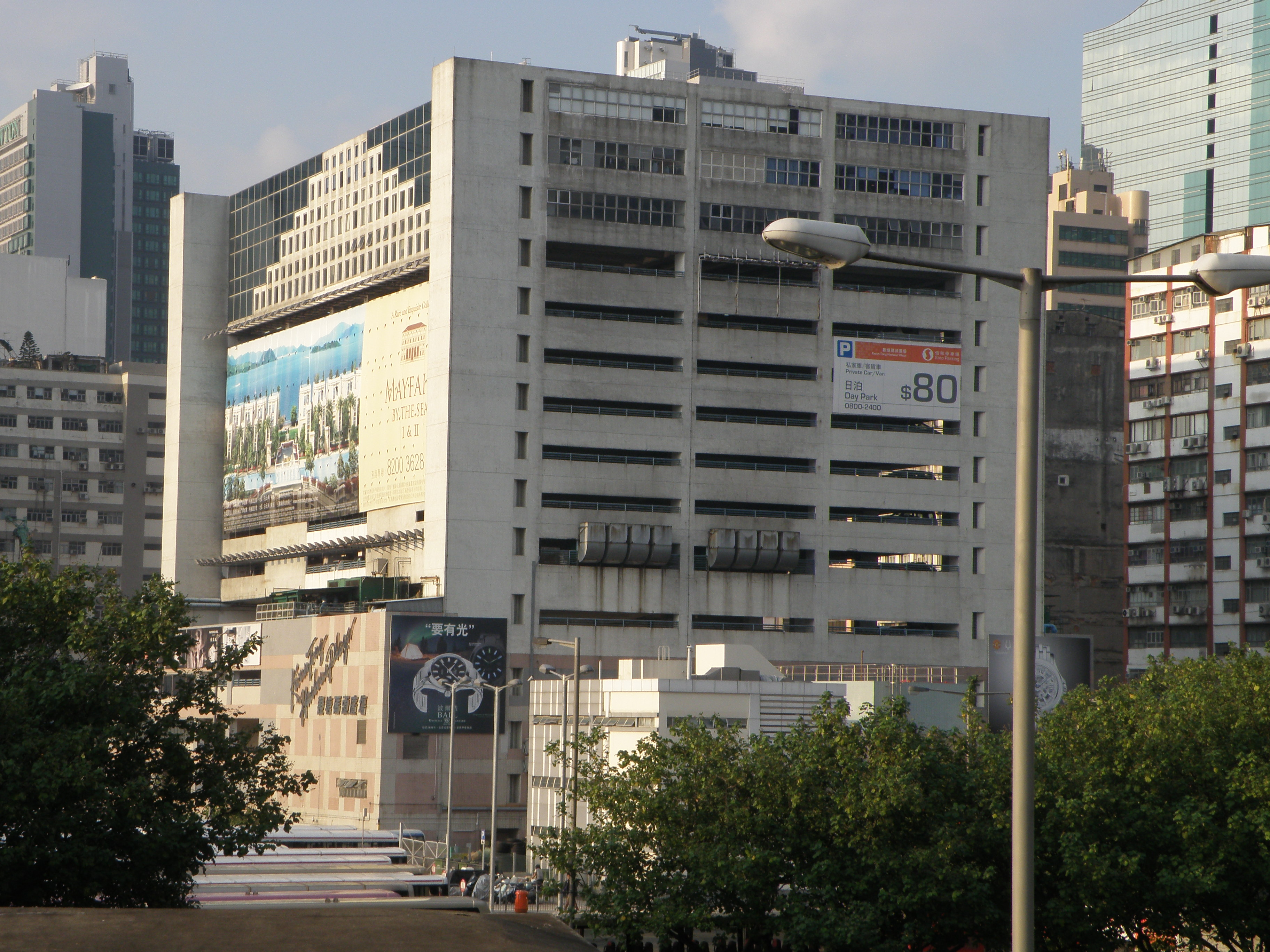
觀塘碼頭廣場側面（2014年）

觀塘碼頭廣場（英語：Kwun Tong Harbour Plaza），位於香港九龍觀塘偉業街182號，臨近觀塘海邊，是該區一個的購物中心兼停車場和寫字樓大廈。鄰近觀塘碼頭巴士總站、觀塘公眾碼頭。

## 寫字樓
觀塘碼頭廣場共有2層寫字樓，面積由1,932平方呎至26,237平方呎（全層）不等，並設有3部快速客用升降機及1部獨立貨物升降機。

## 商場
觀塘碼頭廣場的基座，有一個3層的商場。2樓設有行人天橋來往開源道。多年前，曾有超級市場及文具店承租，但由於人流稀少，多年來無商鋪進駐，曾被視為觀塘最冷清商場。
《蘋果日報》曾於2004年報道，信和置業有意重建觀塘碼頭廣場為商業大廈，圖則已於當年10月獲屋宇署批出，將可建成樓高27層的商廈，總樓面面積37.22萬方呎，但截至2016年7月，重建工程仍未展開。
《經濟日報》地產站於2013年報道，商場經過多年交吉後，近期獲大租客以每月約100萬港元租用，呎租約10餘港元。報導指，新租客把多層樓面打造成「鐘錶城」，專攻旅客。
2014年4月末，地下至1樓共3層的10萬呎樓面商場，變身為一站式珠寶、手表、護膚品和保健品購物點，命名為「百薈名店坊」
2017年6月，2樓商場由室内高爾夫球場的前租戶遷出後，現已由孵化箱事工及曜昕教育中心租用。2樓商場可經由1樓電梯直達。

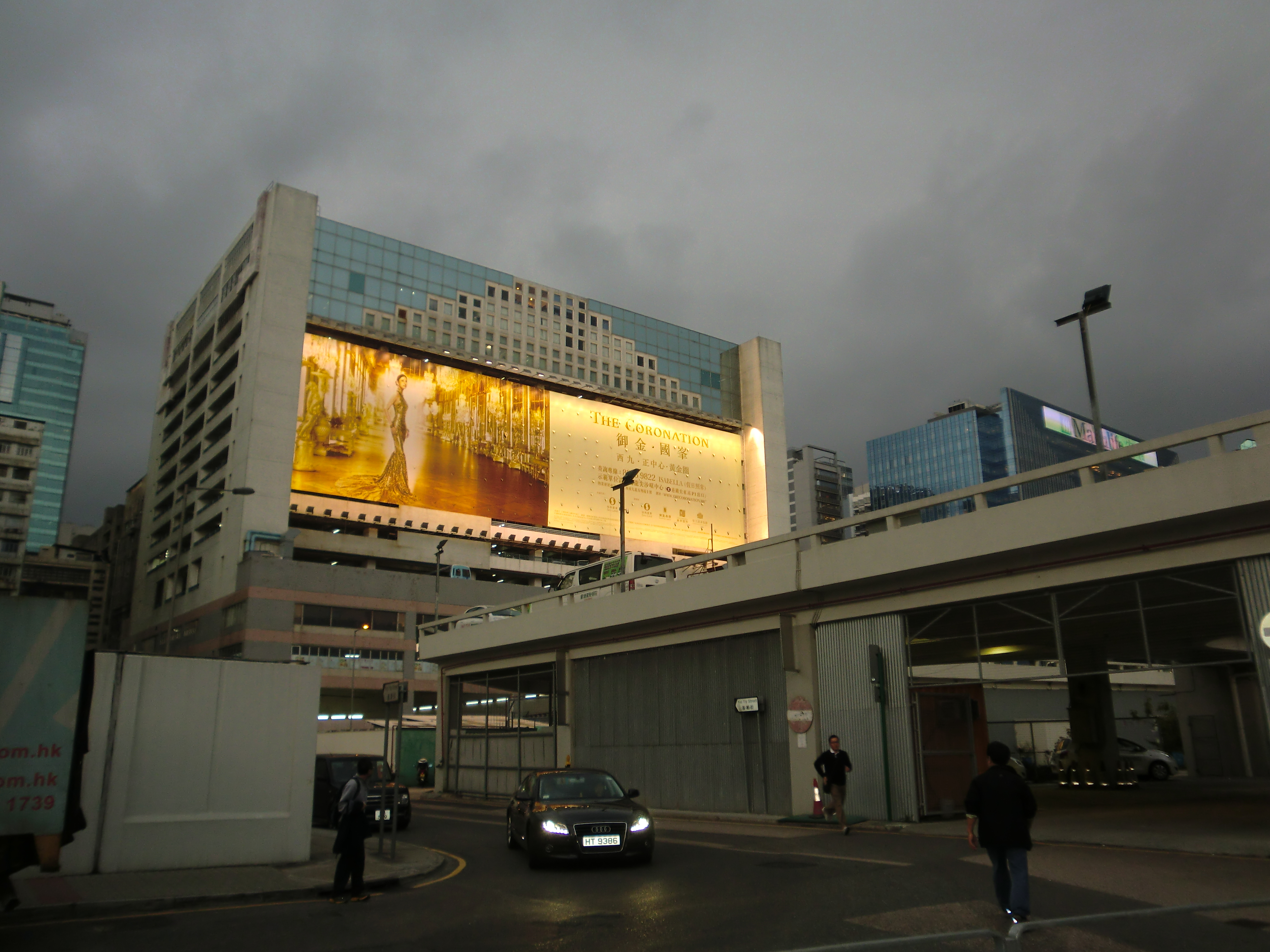
觀塘碼頭廣場面向維多利亞港廣告版
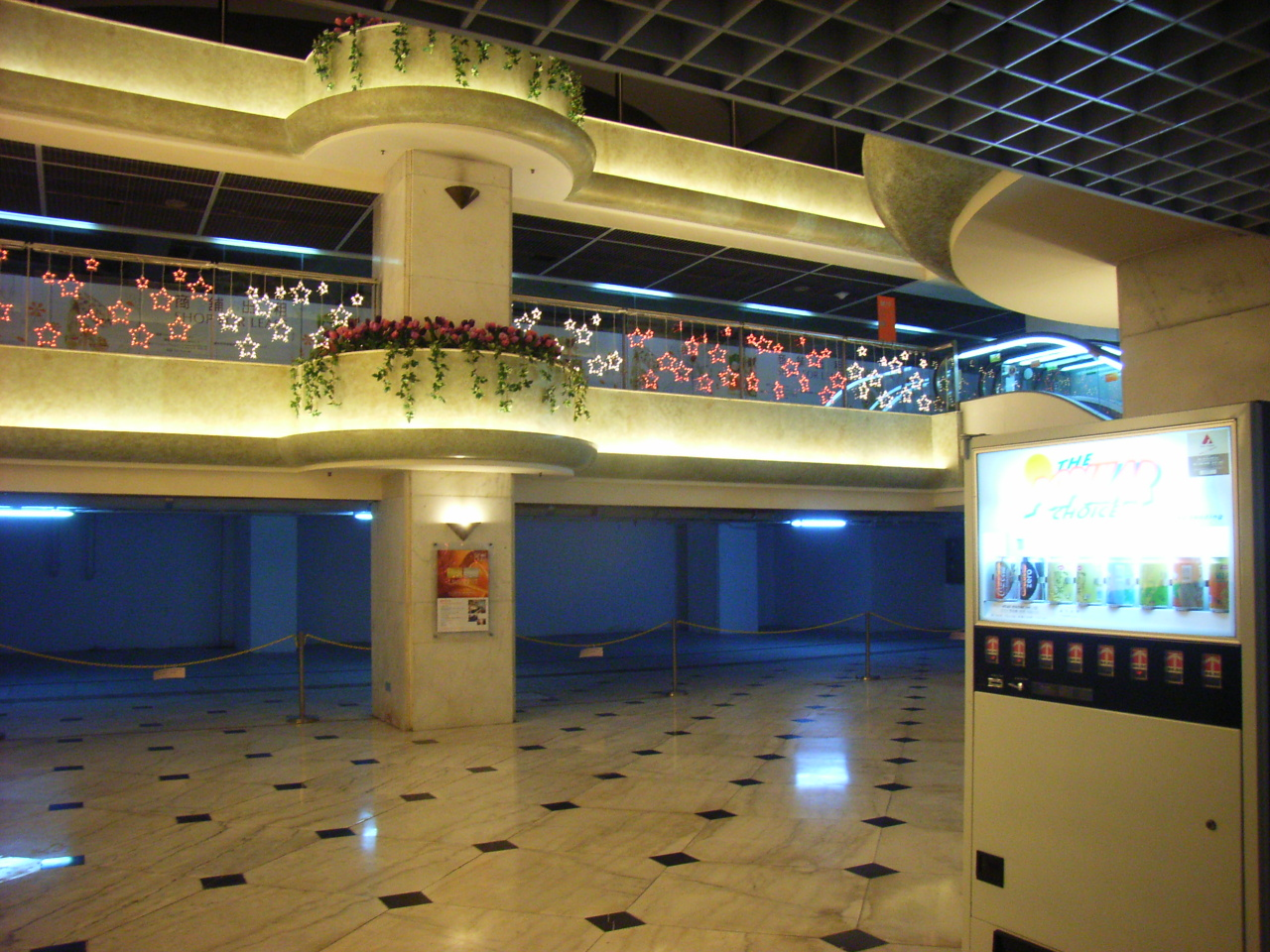
觀塘碼頭廣場大堂
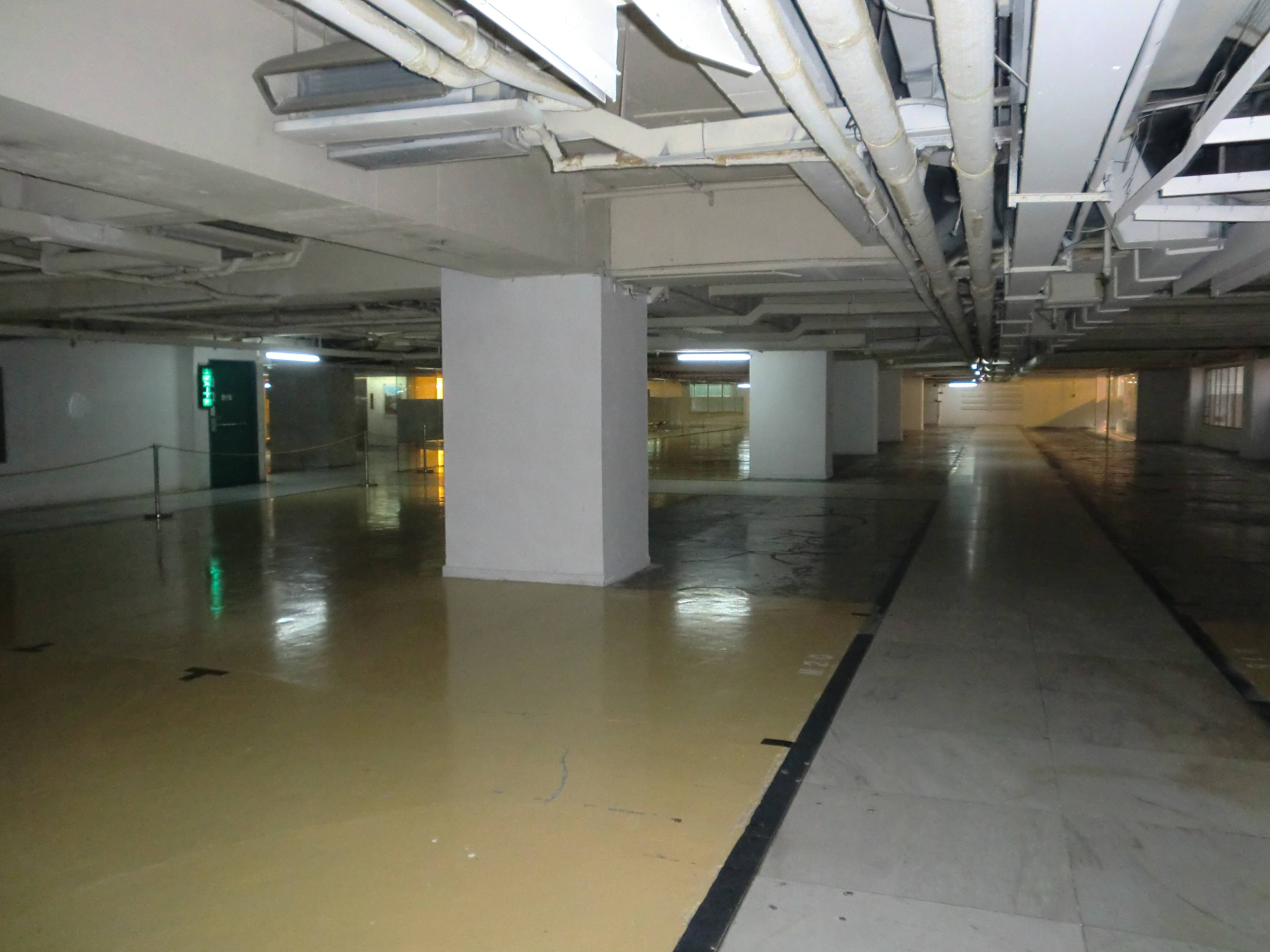
觀塘碼頭廣場毫無商鋪進駐
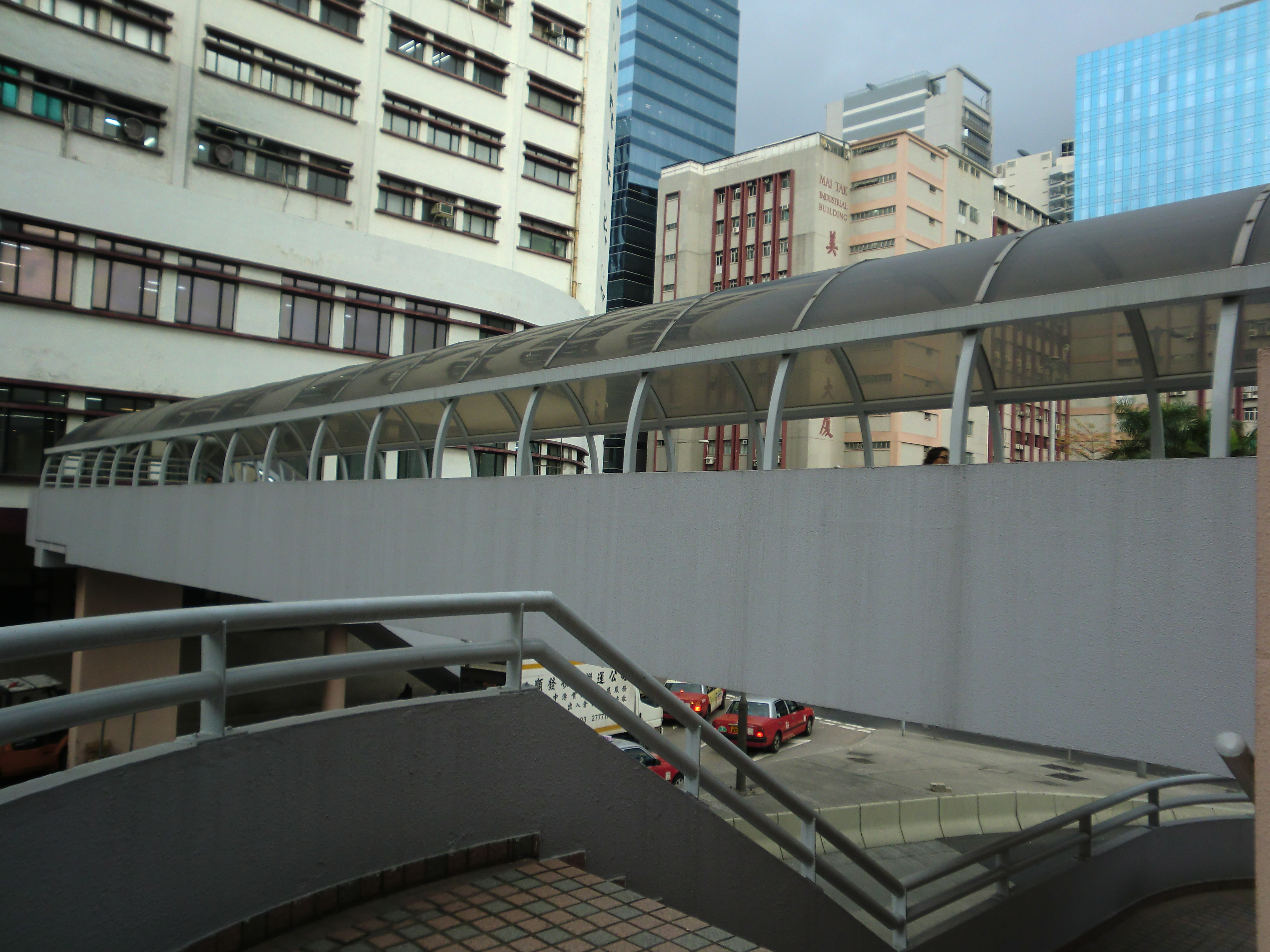
觀塘碼頭廣場來往開源道的行人天橋

## 新聞
2010年6月，蘋果日報報道，觀塘碼頭廣場有校巴於駕離停車場時失控，先後撞向兩幅牆，並將其中一幅牆撞穿成一個高約逾兩米，闊約一米多的洞。報道指，由於校巴當時並無載有學童，商場則「仍在招租，尚未入伙」，故事件中無人受傷，校巴司機事後亦對意外未釀成嚴重事故感到幸運。事件再次證明觀塘碼頭廣場人流罕至。

## 停車場

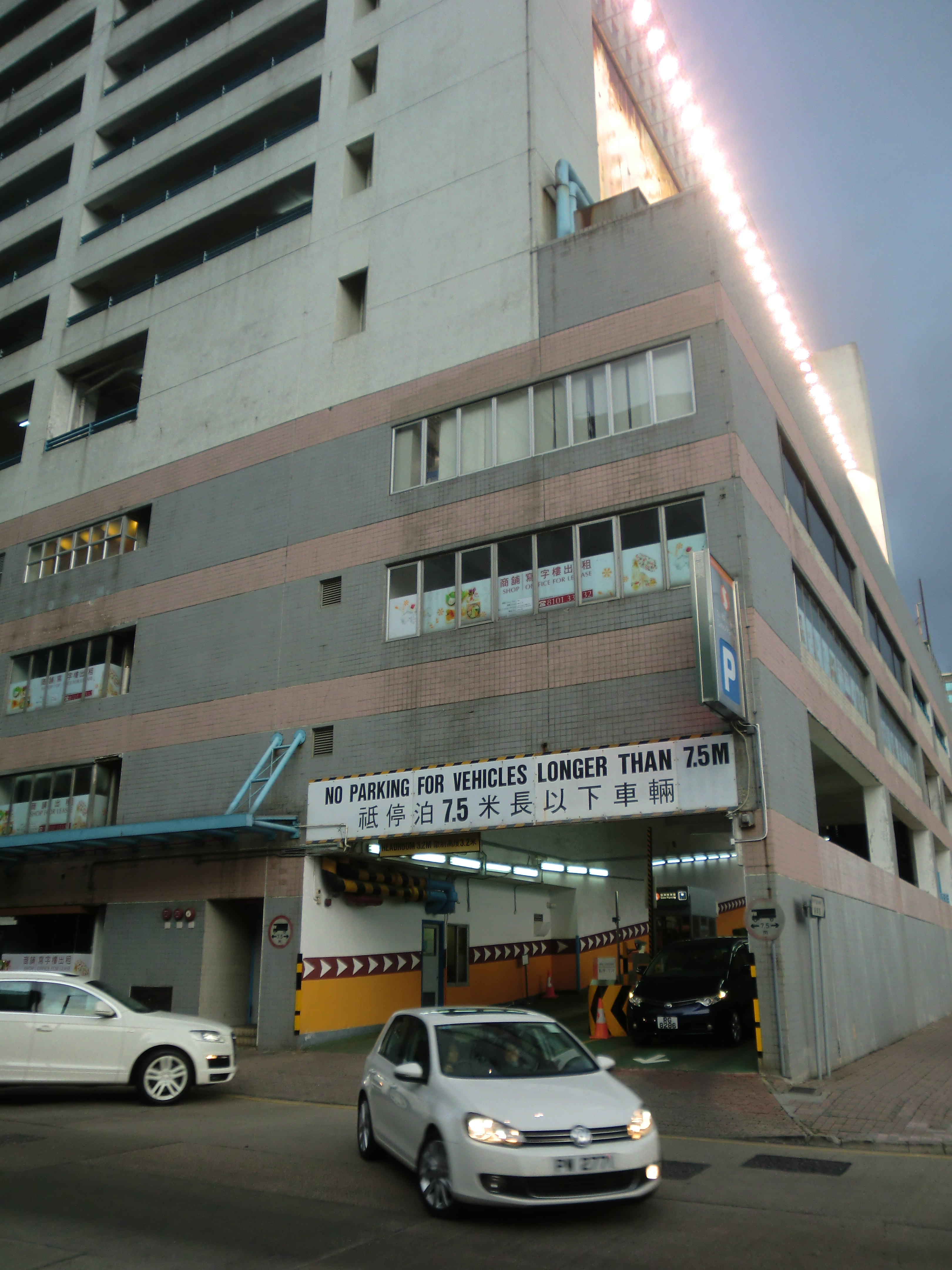
觀塘碼頭廣場停車場入口

大廈11樓全層由金力貨灣城租用作客貨車展銷場。

## 鄰近
- 觀塘碼頭巴士總站
- 基業街公廁及垃圾收集站
- 觀塘繞道
- 宏利金融中心
- 王氏工業中心（已改建為Two Harbour Square）
- 富合工廠大廈
- 美德工業大廈
- 建生廣場
- 觀塘駕駛學院
- 觀塘海濱花園
- 觀塘碼頭廣場（公園），（Kwun Tong Ferry Pier Square），鄰近觀塘碼頭巴士總站，是香港一個中等休憩公園，公園內花草茂盛，由康樂及文化事務署管理，設施有魚池、噴水池、寵物公園及公廁，是觀塘商貿區的一個綠洲。

## 外部連結
维基共享资源上的相關多媒體資源：觀塘碼頭廣場